# Gatos salvajes (película)
Wildcats es una película estadounidense de 1986 dirigida por Michael Ritchie y protagonizada por Goldie Hawn, Jan Hooks y Kurtz Swoosie. Es la primera película en que coincidieron  Wesley Snipes y Woody Harrelson, que luego volverían a aparecer juntos en White Men Can't Jump y Money Train. LL Cool J hizo una aparición especial en la película.

## Argumento
Molly McGrath (Goldie Hawn) es la hija de un famoso entrenador que se muere por dirigir su propio equipo de fútbol americano. Cuando su deseo es finalmente concedido, Molly deja su trabajo como instructora de atletismo femenino en la acomodada escuela secundaria Prescott High School, para hacerse cargo del equipo de fútbol americano de la secundaria Central High School de Chicago - la clase de lugar en donde se necesitan perros guardianes para patrullar el campus-. En un principio, el idealismo y optimismo de la nueva entrenadora son sofocados con prejuicios raciales y de género, pero finalmente su espíritu dominante comienza a poner en forma a su rebelde equipo. Al mismo tiempo, ella debe luchar por ganar la custodia de sus dos pequeñas hijas. La verdadera prueba para Molly llega cuando su equipo de la secundaria Central se enfrenta a Prescott en el campeonato de la ciudad.

## Reparto
| Actor              | Personaje                |
| ------------------ | ------------------------ |
| Goldie Hawn        | Molly McGrath            |
| Swoosie Kurtz      | Verna McGrath            |
| Robyn Lively       | Alice Needham            |
| Brandy Gold        | Marian Needham           |
| James Keach        | Frank Needham            |
| Jan Hooks          | Stephanie Needham        |
| Bruce McGill       | Dan Darwell              |
| Nipsey Russell     | Principal Ben Edwards    |
| Mykelti Williamson | Levander "Bird" Williams |
| Tab Thacker        | Phillip Finch            |
| Wesley Snipes      | Trumaine                 |
| Nick Corri         | Cerulo                   |
| Woody Harrelson    | Krushinski               |
| Willie J. Walton   | Marvel                   |
| Rodney Hill        | Peanut                   |
| M. Emmet Walsh     | Walt Coes                |
| LL Cool J          | Rapper                   |
| George Wyner       | Principal Walker         |
| Ann Doran          | Sra. Chatham             |
| Gloria Stuart      | Sra.Connoly              |